# Batchimeg Migeddorj
Batchimeg Migeddorj (cyrillique : Мигэддоржийн Батчимэг MNS : Migeddorjiin Batchimeg), née le 26 janvier 1973 et morte le 17 octobre 2020,, est une femme politique mongol.

## Biographie
Son père naît en 1944 dans la province de l'Övörkhangai et devient ingénieur. Batchimeg naît le 26 janvier 1973. Elle va à l'école, où elle témoigne d'un certain talent dans les matières scientifiques, puis apprend seule l'anglais à partir d'un livre russe retrouvé par sa mère, son lycée ne proposant pas de cours d'anglais.
Elle termine le lycée en 1990 et étudie à Oulan-Bator au sein d'une université chinoise. En 1991, elle fait partie de 15 Mongols de Mongolie, sélectionnés pour étudier en Chine, et obtient un diplôme de langue et culture chinoises à Pékin en 1995. De 1995 à 1997, elle étudie la politique à l'Université nationale de Taïwan, et en 1999, elle reçoit un diplôme de l'Université de Mongolie-Intérieure en relations politiques entre Chine et Mongolie. En 2010, elle obtient un doctorat.
De 1995 à 2005, elle travaille au sein de l'Institut des études stratégiques de Mongolie. En 2005, elle devient conseillère du président sur la sécurité nationale : En tant que membre du Grand Khoural d'État, elle coordonne les organisations publiques et participe à des discours sur la défense stratégique internationale. Pendant ses études aux États-Unis, elle travaille sur les relations entre les États-Unis, la Chine et la Russie afin d'approfondir les relations bilatérales de ces pays avec la Mongolie.

## Œuvres